# Norbert Hoppermann
Norbert Hoppermann (* 1969 in Wesel am Niederrhein) ist ein deutscher Kirchenmusiker.

## Leben
Norbert Hoppermann wuchs in Rheinberg am Niederrhein auf und besuchte bis zum Abitur 1988 das Amplonius-Gymnasium. Erste musikalische Ausbildung im Bischöflichen Kirchenmusikseminar Münster bei Willem Winschuh (Orgel), Winfried Erkens (Chorleitung) und Basilius Senger (Liturgik), ab 1990 Studium der Kirchenmusik an der Musikhochschule Lübeck bei Eberhard Lauer (Orgel), Hans Gebhard (Chorleitung), Ulf Bästlein (Gesang) und Hans Darmstadt (Musiktheorie), Kurse bei Hermann Max, Roy Goodman und Timothy Brown(Aufführungspraxis) sowie  Bob van Asperen (Generalbass). Er ist verheiratet mit Franziska Hoppermann und hat drei Kinder.
1994 Ernennung zum Regionalkirchenmusiker für die Dekanate Eutin und Neumünster, ab 1997 Mitglied der Liturgiekommission des Erzbistums, 1998 Versetzung nach Hamburg, dort zahlreiche stadtkirchliche Projekte, Mitarbeit in der Jugendpastoral, regelmäßige Orgel-, Chor- und Oratorienkonzerte, Mitarbeit bei Kirchen- und Katholikentagen, musikalische Leitung von fünf Romwallfahrten in Kooperation mit der Arbeitsstelle für Jugendseelsorge und dem Malteser Hilfsdienst Dienstort: St. Sophien (bis 2002) und Kleiner Michel (ab 2002)
- 2000–2024   Leitung der Kirchenmusikausbildung des Erzbistums Hamburg,
- 2002–2024   Mitarbeiter der Pastoralen Dienststelle
- 2012–2024   Leitung des Fachbereichs Kirchenmusik
- 2015–2023   Leitung des Referats Liturgie
- 2016–2023   Vorstandsmitglied der Konferenz der Leiterinnen und Leiter Katholischer Kirchenmusikalischer Ausbildungsstätten(2019 und 2021 Konzeption und Durchführung der Ökumenischen Akademie für Orgelimprovisation im Gottesdienst im Michaeliskloster (Hildesheim) gemeinsam mit Hans-Joachim Rolf)
- ab 2017         Vorstandsmitglied der Diözesanen Kommission für Liturgie, Kirchenmusik, Kirchbau und sakrale Kunst
- ab 2021         Lehrbeauftragter für Liturgik an der Hochschule für Musik und Theater Hamburg
- ab 2021         Konzeption und Leitung eines jährlichen Sommer-Kirchenmusikcamps auf der Insel Föhr
- ab 2022         Dozent für Liturgiegesang im Diakonatskurs der gemeinsamen Priesterausbildung der (Erz-)Diözesen Aachen, Berlin, Essen, Hamburg, Hildesheim, Limburg, Münster und Osnabrück
- ab 2024         Ausbildungsreferent für Kirchenmusik im Bistum Limburg und Lektor für Kirchenmusik an der Philosophisch-Theologische Hochschule Sankt Georgen

Zudem führt er folgende freiberufliche Aktivitäten aus:
- Leiter des Kammerchors CANTICO und des Vokalensembles conSonanz,
- Organist und Cembalist,
- Continuospieler im Ensemble Hanse-Barock,
- Orgelsachverständiger (VOD),
- Autor von Neuen Geistlichen Liedern,
- Komponist und Arrangeur von Chor- und Orgelwerken.

## Werke (Auswahl)
Chorwerke (Auswahl):
- 5 liturgische Vertonungen der Johannespassion – für Solisten und gemischten Chor a cappella, 1994–2017
- Attende Domine et miserere für SSATTBB a cappella, 2008
- Cantate Domino für SSATBB a cappella, 2007
- Servate unitatem für SSAATTBB, 2013
- Cantico delle creature für SSAATTBB, 2018

Veröffentlichte Neue Geistliche Lieder (Auswahl):
- Nicht Anfang, nicht Ende – mit Alexander Bayer, 2000
- Hin zu Noah – mit Eckart Bücken, 2004
- Gemeinsam unterwegs – Text und Musik, 2004
- Haltet Christus heilig – mit Eugen Eckert, 2008
- Wo du auch herkommst – mit Eugen Eckert
- Christus im Menschen zu dienen zum Jubiläum des Coetus Internationalis Ministrantium 2010
- Wasser des Lebens, fließe und ströme – mit  Eugen Eckert, 2011
- Mit deinen Händen hast du gesegnet – mit Eugen Eckert, 2011
- Dass der Segen Gottes mit dir ist – mit Eckart Bücken, 2011
- Du bist ein Schatz – mit Eckart Bücken, 2011
- Atemlied aus vielen Mündern – mit Vera-Sabine Winkler, 2011
- Der Lebendige – mit Lothar Veit, 2011
- Ob die Kirschen wieder blühen – mit Birgit Kley, 2011
- Welch ein Friedenstraum – mit Eugen Eckert, 2012
- Liedruf Wasser fließt – Text und Musik, 2023

## Publikationen (Auswahl)
- Wir folgen dem Stern. Gütersloh 2007.
- Frö-höliche Weihnacht. Gütersloh 2008.
- Katholische Kirchenmusik in Hamburg und Altona. In: Musik und Kirche, 91 (2021), Nr. 1, S. 12–13.